# Хомятов, Роман Захарович
Роман Захарович Хомятов (1934—1996) — советский актёр театра и кино. Заслуженный артист РСФСР (1976). Наибольшую известность получил как исполнитель роли Михаила Фрунзе в многочисленных историко-революционных фильмах 1960—1980-х годов (11 фильмов).

## Биография
Роман Хомятов родился 19 июня 1934 года в Ленинграде. В 1961 году окончил ВГИК (мастерская Ольги Пыжовой), по окончании института работал в театре-студии киноактёра. Одним из самых известных образов в кино — Михаил Фрунзе, роль которого воплощал на экране более 10 раз.
Последние годы Роман Хомятов не снимался. В начале 1990-х годов всех незанятых в репертуаре Театра-студии киноактёра артистов заставляли работать по обслуживанию театра. Роман Захарович работал гардеробщиком в раздевалке.
Умер 28 августа 1996 года в Москве. Похоронен на Троекуровском кладбище Москвы.
Сын Антон (род. 1963) также стал актёром, служил в Малом театре (1994—2015), до 2019 года — артист МХАТ им. М. Горького.

## Признание и награды
- Заслуженный артист РСФСР (1976)

## Творчество

### Фильмография
- 1960 — Тучи над Борском — Митя Саенко, друг Оли, сектант
- 1961 — Суд сумасшедших — Генри Браун
- 1962 — У твоего порога — Игорь Берсеньев
- 1962 — Гусарская баллада — партизан в синем мундире с малиновыми вставками
- 1963 — Выстрел в тумане — Николай Лагутин, офицер КГБ
- 1964 — Живые и мёртвые (1-я и 2-я серии) — Люсин, младший политрук
- 1964 — Свет далёкой звезды — лётчик, друг Володи (нет в титрах)
- 1964 — Товарищ Арсений — Михаил Фрунзе
- 1964 — Непрошенная любовь — Прохор Игнатьевич Лиховидов, станичник
- 1964 — Большая руда — молодой водитель
- 1965 — Комэск (короткометражный) — диспетчер, комсорг
- 1965 — Эскадра уходит на запад — Андрей
- 1965 — Мимо окон идут поезда — Валерий Павлович, учитель физкультуры
- 1965 — Иностранка — лейтенант милиции
- 1966 — Наедине с ночью — Димка
- 1966 — По тонкому льду — Володя Воробьёв
- 1967 — Звёзды и солдаты  (Венгрия, СССР) —
- 1967 — Туманность Андромеды — Ким, член экипажа звездолёта «Тантра»
- 1968 — День ангела — Денисов
- 1968 — Шестое июля — Михаил Фрунзе
- 1969 — Освобождение (фильм 1-й - Огненная дуга) — немецкий переводчик, расстрелявший Максимова
- 1969 — Разоблачение —
- 1969 — Ищите и найдёте — Павел Сергеевич Тарлов
- 1969 — Встреча у старой мечети — Виктор Гусев
- 1970 — Красная площадь — Михаил Фрунзе
- 1970 — Гибель Чёрного консула — Михаил Фрунзе
- 1970 — Бег — Михаил Фрунзе
- 1970 — Украденный поезд (СССР, Болгария) — Козлов, капитан
- 1971 — Кочующий фронт — Иванов
- 1971 — Необычный день — Андрей, руководитель эксперимента
- 1972 — Надежда — Николай - Яков Маурер
- 1972 — Четверо из Чорсанга — Сизов
- 1973 — Зарубки на память — Алексей Гребу
- 1974 — Пламя — Зименко
- 1974 — Высокое звание (фильм 2: Ради жизни на земле) — Куликов
- 1974 — Гнев — полковник Максимеску
- 1974 — Наследники — Виктор Иванович Крутилин, куратор
- 1974 — Небо со мной — полковник
- 1975 — Последняя жертва — Алексей Дмитриевич Мирович, инспектор по строительству железных дорог
- 1975 — Когда дрожит земля — Голубов
- 1976 —Зеница ока — Глебов
- 1976 — На крутизне — Нечаев
- 1977 — Хочу быть министром — Турчинов
- 1977 — Хождение по мукам (4-я серия) — инженер Струков
- 1977 — Фронт за линией фронта — советский разведчик-парашютист
- 1977 — Ночь над Чили — офицер хунты
- 1979 — Сын чемпиона — Сазонов
- 1979 — Особо важное задание — Сергей Владимирович Ильюшин
- 1980 — Поезд чрезвычайного назначения — Михаил Фрунзе
- 1980 — Желаю успеха — Панин Николай
- 1980 — Гражданин Лёшка — Роман Захарович, депутат в Москве
- 1980 — В начале славных дел — Головин
- 1980 — Девушка из легенды — Михаил Фрунзе
- 1980 — Юность Петра — Головин
- 1981 — Корпус генерала Шубникова — комиссар
- 1981 — Белый ворон — Нестеров, работник ателье
- 1981 — Хатан-Батор — Михаил Фрунзе
- 1981 — Через Гоби и Хинган — Штальберг
- 1981 — Я - Хортица — комиссар, майор (роль озвучена другим актером)(нет в титрах)
- 1982 — Формула света — главный инженер
- 1983 — Букет фиалок — Боровский
- 1983 — Летаргия — отец Вити
- 1983 — На вес золота — Михаил Фрунзе
- 1983 — Две главы из семейной хроники — Михаил Фрунзе
- 1984 — Первая конная — Клюев, член РВС
- 1985 — Полевая гвардия Мозжухина — эпизод
- 1986 — Затянувшийся экзамен — Роман Борисович, член райкома
- 1989 — Его батальон — Ярощук, младший лейтенант

### Дубляж
- 1972 — Капитан Джек (роль Донатаса Баниониса).
- 1973 — Хаос — Аврумян (играет Леонард Саркисов)